# Ангола на Светском првенству у атлетици на отвореном 1987.
Ангола је учествовала на 2. Светском првенству у атлетици на отвореном 1987. одржаном у Риму, Италија на олимпијском стадиону Олимпико од 28. августа до 6. септембра. Репрезентацију Анголе представљало је двоје атлетичара који су се такмичили у две дисциплине.
На овом првенству Ангола није освојила ниједну медаљу, а њена представница Гиљермина да Круз оборила је личне рекорд у скоку удаљ.

## Учесници
| Мушкарци: - Антонио Сантос — Скок удаљ | Жене: - Гиљермина да Круз — 200 м |  |

## Резултати

### Мушкарци
| Атлетичар      | Дисциплина | Лични рекорд | Група                      | Група                      | Финале               | Финале | Детаљи |
| Атлетичар      | Дисциплина | Лични рекорд | Резултат                   | Место                      | Резултат             | Место  | Детаљи |
| -------------- | ---------- | ------------ | -------------------------- | -------------------------- | -------------------- | ------ | ------ |
| Антонио Сантос | Скок удаљ  |              | Нема ниједан исправан скок | Нема ниједан исправан скок | Није се квалификовао | БП     |        |

### Жене
| Атлетичарка       | Дисциплина | Лични рекорд | Квалификације | Квалификације | Полуфинале            | Полуфинале            | Финале                | Финале       | Детаљи |
| Атлетичарка       | Дисциплина | Лични рекорд | Резултат      | Место         | Резултат              | Место                 | Резултат              | Место        | Детаљи |
| ----------------- | ---------- | ------------ | ------------- | ------------- | --------------------- | --------------------- | --------------------- | ------------ | ------ |
| Гиљермина да Круз | 200 м      | 26,21        | 25,74 ЛР      | 6. у гр. 4    | Није се квалификовала | Није се квалификовала | Није се квалификовала | 25 / 29 (31) |        |